# Villers-le-Sec, Haute-Saône
Villers-le-Sec är en kommun i departementet Haute-Saône i regionen Bourgogne-Franche-Comté i östra Frankrike. Kommunen ligger i kantonen Noroy-le-Bourg som tillhör arrondissementet Vesoul. År 2022 hade Villers-le-Sec 522 invånare.

## Befolkningsutveckling
Antalet invånare i kommunen Villers-le-Sec
| Referens: INSEE |